# Andreimyrme
Andreimyrme (лат.) — род ос-немок из подсемейства Mutillinae.

## Описание
Длина 6—9 мм. Мандибулы 3-зубчатые, слегка расширяются к вершине, преапикальный внутренний зубец у самцов равен или крупнее вершинного. У самцов 13-члениковые усики, у самок — 12-члениковые. Тело в густых волосках. Самка осы пробирается в чужое гнездо и откладывает яйца на личинок хозяина, которыми кормятся их собственные личинки.

## Распространение
Вьетнам, Индия, Индонезия, Китай, Лаос, Малайзия, Пакистан, Таиланд, Тайвань.

## Систематика
Около 20 видов. Первоначально был выделен гименоптерологом А. С. Лелеем на основе двух видов из родов Mutilla и Smicromyrme. Относится к трибе Smicromyrmini. Род назван в честь французского энтомолога Эрнеста Андре (Ernest Andre, 1838—1914).
- Andreimyrme annexa  (Cameron, 1909) (Малайзия)
- Andreimyrme auricoma Okayasu, 2021 (Малайзия)[4]
- Andreimyrme borkenti  (Williams, 2019)[2] (Smicromyrme) (Thailand, Vietnam)
- Andreimyrme davidi (André, 1898) (=Mutilla davidi) (Китай, Тайвань)
- Andreimyrme laminatihumeralis Okayasu, 2021 (Индонезия, Малайзия)[4]
- Andreimyrme long Lelej, 1995 typus (Китай)
- Andreimyrme matsumotoi Okayasu, 2021 (Вьетнам)[4]
- Andreimyrme naturalis Williams, 2021 (Индонезия)[4]
- Andreimyrme neaera  (Mickel, 1935) (Malaysia)
- Andreimyrme pakistanensis  Lelej & Ullah, 2007[5] (Пакистан)
- Andreimyrme paniya Terine, Lelej & Girish Kumar, 2021[3] (Индия)
- Andreimyrme rong Williams, 2021 (Таиланд, Вьетнам)[4]
- Andreimyrme sarawakensis  Lelej, 1996[6] (Малайзия)
- Andreimyrme silvorientalis  Okayasu, 2021 (Индонезия)[4]
- Andreimyrme substriolata (Chen, 1957) (=Smicromyrme substriolata)[7] (Вьетнам, Индонезия, Китай, Лаос, Малайзия, Тайвань, Таиланд, Япония)
- Andreimyrme takensis  Okayasu, 2021 (Таиланд)[4]
- Andreimyrme tridentiens (Chen, 1957) (=Smicromyrme tridentiens)[7]
- Andreimyrme ursasolaris  Williams, 2021 (Индонезия)[4]
- Andreimyrme volupia (Mickel, 1935) (Малайзия)
- Andreimyrme yotoi  Okayasu, 2021 (Лаос, Вьетнам)[4]